# Erwin Voellmy
Erwin Voellmy (* 9. September 1886 in Herzogenbuchsee; † 15. Januar 1951 in Basel) war ein Schweizer Mathematiker und Schachmeister.

## Leben
Erwin Voellmy promovierte 1916 in Basel mit der Dissertation über die Elektronentheorie von Max Born: I. Die allgemeine Bewegung des Bornschen Elektrons II. Eine integrallose Darstellung von Parallelkurven im dreidimensionalen Raum. Anschliessend ging er in den Schuldienst, wo er als Professor an einem Basler Gymnasium tätig war.
Er war einer der Begründer des Unterrichtswerks des Vereins Schweizerischer Mathematiklehrer und seine Logarithmentafel wurde lange an Schweizer Schulen benutzt.
Voellmy wurde in den Jahren 1920 und 1922 Schweizer Meister im Schach. 1924 war er Delegierter des Schweizerischen Schachverbandes bei der Gründung der FIDE. 1949 wurde er zum Ehrenmitglied der FIDE ernannt. Er leitete über 40 Jahre lang die Schachspalte der Basler Nachrichten, war Redakteur der Schweizerischen Schachzeitung und gab in zwei Jahrzehnten zahlreiche Schachbücher heraus. Voellmy nahm mit der Schweizer Nationalmannschaft an der Schacholympiade 1928 und den inoffiziellen Schacholympiaden 1924 und 1936 teil und erreichte 1924 den dritten Platz in der Mannschaftswertung.
Seine höchste historische Elo-Zahl betrug 2439 im November 1934.

## Schriften
- Die Anfangsgründe des Schachspiels (Bern 1923, 7. Auflage 1957)
- Schachkämpfer (Basel 1927)
- Schachtaktik, 4 Bände (Basel 1927–1930, 2. Auflage 1940 bis 1949)
- Skizzen vom Schachkampf der Länder (Basel 1931) (über die Schacholympiade Prag 1931)
- Schachtaktische Bilder (Basel/Leipzig 1935)
- Henri Rinck (Kecskemét 1940)
- Wie eröffnest du die Schachpartie? (Basel 1943)
- Fünfstellige Logarithmen und Zahlentafeln. Mathematisches Unterrichtswerk für höhere Mittelschulen (Zürich 1939, 16. Auflage 1970)
- Jost Bürgi und die Logarithmen, 1948, 1974